# Symphyla
I Sinfili (Symphyla Ryder, 1880), comunemente noti come centopiedi da giardino o sinfili di serra, sono una classe di piccoli artropodi del subphylum Myriapoda.

## Descrizione
I sinfili assomigliano anatomicamente agli evolutivamente vicini centopiedi, ma sono più piccoli di essi e particolarmente traslucidi a causa dell'assoluta mancanza di pigmentazione; i sessi sono due e separati. Il loro corpo, che può avere una lunghezza media compresa tra i 2 e i 10 millimetri, è piuttosto morbido e divisibile, come spesso succede per gli artropodi ed in particolari per i miriapodi, in tronco, arti e testa.

Il tronco è diviso in 15-20 metameri protetti da robuste placche dorsali biancastre, dei quali 12 o 10 portatori di zampe. Il primo segmento è un po' più largo degli altri e presenta di solito un paio di zampe anteriori, mentre l'ultimo è sottile, sprovvisto di arti e dotato invece di un paio di cerci e di alcune strutture sensoriali (trichobothria) poste lateralmente.

I sinfili adulti posseggono solitamente 12 paia di zampe, ma quelli di più giovane età non ne hanno che 6 paia; a un certo punto, anche piuttosto avanzato, della loro vita questi invertebrati, infatti, aggiungono un paio di zampe ad ognuno di quelli già esistenti. La particolare conformazione delle zampe dei sifili li ricollega ad alcune specie di insetti sotterranei.

Il capo degli individui della classe Symphyla, sebbene non evidentemente separato dalla struttura del tronco come accade negli artropodi superiori, possiede funzionalità e caratteristiche completamente diverse da quest'ultimo: esso non è infatti sede del solo cervello, ma anche della maggior parte degli organi di senso di questi animali. Poiché essi sono privi di occhi (una caratteristica cui si giunge abbastanza facilmente nel caso di animali abituati a vivere nel sottosuolo, si pensi al proteo a titolo d'esempio), i sinfili sono forniti di lunghe antenne mobili segmentate dotate di percettori olfattivi e tattili, alla base delle quali si trova un organo post-antennale adibito a funzioni simili. Anche l'apparato boccale dei sinfili è abbastanza complesso: simile a quello posseduto dalle specie più primitive di insetti, esso è composto da una mandibola, una prima grande mascella ed un ulteriore paio di mascelle fuse assieme a formare il labium.

## Biologia
L'habitat naturale dei sinfili è il terreno superficiale del sottobosco, ovvero l'humus: in questo essi trovano infatti tutte le sostanze nutritive di cui hanno bisogno per sopravvivere. Specializzati per la vita nel sottosuolo, i sinfili non solo sono in grado di muoversi attraverso gli spazi vuoti delle particelle del suolo (per esempio granelli di sabbia e simili), ma posseggono anche una relativamente elevata velocità terrestre, in quanto ottimi corridori. Tra gli altri luoghi adatti alla vita dei sinfili ricordiamo il sottosuolo più profondo (fino a una decina di centimetri), sotto le pietre, nel legno in decomposizione ed altri vari posti umidi. 

La dieta dei sinfili si basa prevalentemente su radici, peli radicali e detriti di vario genere, in quanto fanno parte sia del gruppo degli erbivori che di quello dei detritivori ed assolvono quindi ad una doppia funzione biologica nel loro ecosistema. 
Con i loro movimenti e la loro nutrizione sono ovviamente in grado di favorire l'agricoltura, poiché scavano gallerie nel terreno all'interno delle quali possono circolare acqua ed aria utili per le piante; ciononostante alcune specie non sono ben viste dagli agricoltori, dal momento che possono causare il fallimento del raccolto mangiando, come già detto, le radici dei vegetali. Infine, è importante ricordare l'esistenza di una specie di sinfilo sicuramente carnivora e predatrice di altri artropodi.

## Tassonomia
In tutto il mondo sono conosciute circa 175 specie di sinfili. 

Queste sono divise in diversi generi, raggruppati in due famiglie:
- Famiglia Scutigerellidae
  - genere Scutigerella, il più noto e diffuso. Un'importante specie di questo genere è la Scutigerella immaculata, che è anche l'unica ad essere introdotta appositamente in ambiente agricolo a causa delle sue favorevoli caratteristiche biologiche ed abitudini alimentari.
  - genere Neoscutigerella
  - genere Scopoliella
  - genere Scolopendrelloides
  - genereHanseniella, diffuso soprattutto in Australia. Alcune specie di questo genere sono state impropriamente registrate come insetti nocivi della canna da zucchero e degli ananas, malgrado essi siano come già detto miriapodi e non insetti.
  - genere Millotellina, endemico dell'Australia come altre 150 specie.
  - genere Tasmaniella
- Famiglia Scolopendrellidae
  - genere Scolopendrella
  - genere Scolopendrellopsis
  - genere Symphylella, che si distingue in due specie, la A e la B. Una di queste, anch'essa diffusa in Oceania, è predatrice: essa rappresenta una notevole rarità in quanto come detto più sopra i sinfili sono prevalentemente detritivori-erbivori.
  - genere Symphylellina
  - genere Geophilella
  - genere Remysymphyla
  - genere Symphylellopsis
  - genere Ribautiella

## Raccolta dei Sinfili
La raccolta dei sinfili è un'operazione molto importante sia dal punto di vista agricolo che da quello commerciale. La quantità di sinfili contenuti nel terreno per unità di volume è infatti un fondamentale parametro di fertilità del terreno stesso: di qui la necessità dell'agricoltore di conoscere questo valore e di allevare sinfili per immetterli nel terreno qualora la loro quantità si rivelasse inferiore a quella necessaria. 
La raccolta va effettuata in primavera o in autunno, cioè nei periodi di riproduzione dei sinfili, affinché se ne possa trovare un numero molto elevato; essa avviene in tre passaggi:
- Raccolta dei campioni di terreno, che deve essere effettuata alla profondità di 10–20 cm adoperando contenitori di volume noto;
- Immissione dei campioni in acqua, affinché i sinfili, animaletti più leggeri dell'acqua e quindi galleggianti, emergano sulla superficie del nuovo contenitore;
- Raccolta e conteggio dei sinfili: la prima operazione può avvenire tramite un pennellino umido, mentre la seconda dev'essere effettuata manualmente.

I dati, dell'ordine di decine di individui per cm², debbono infine essere trasformati in milioni di animali per ettaro, onde avere un valore adatto per una grande estensione di terra. Un ettaro di terreno in buono stato dovrebbe contenerne circa 0,2 milioni, ovvero 200.000.